# Ziz
Cette page contient des caractères spéciaux ou non latins. S’ils s’affichent mal (▯, ?, etc.), consultez la page d’aide Unicode.
Pour les articles homonymes, voir Ziz (homonymie).
Le Ziz (en berbère : ⵣⵉⵣ) est une rivière du centre est du Maroc qui se joint à l'oued Rhéris pour former l'oued Daoura se perdant dans le Sahara.

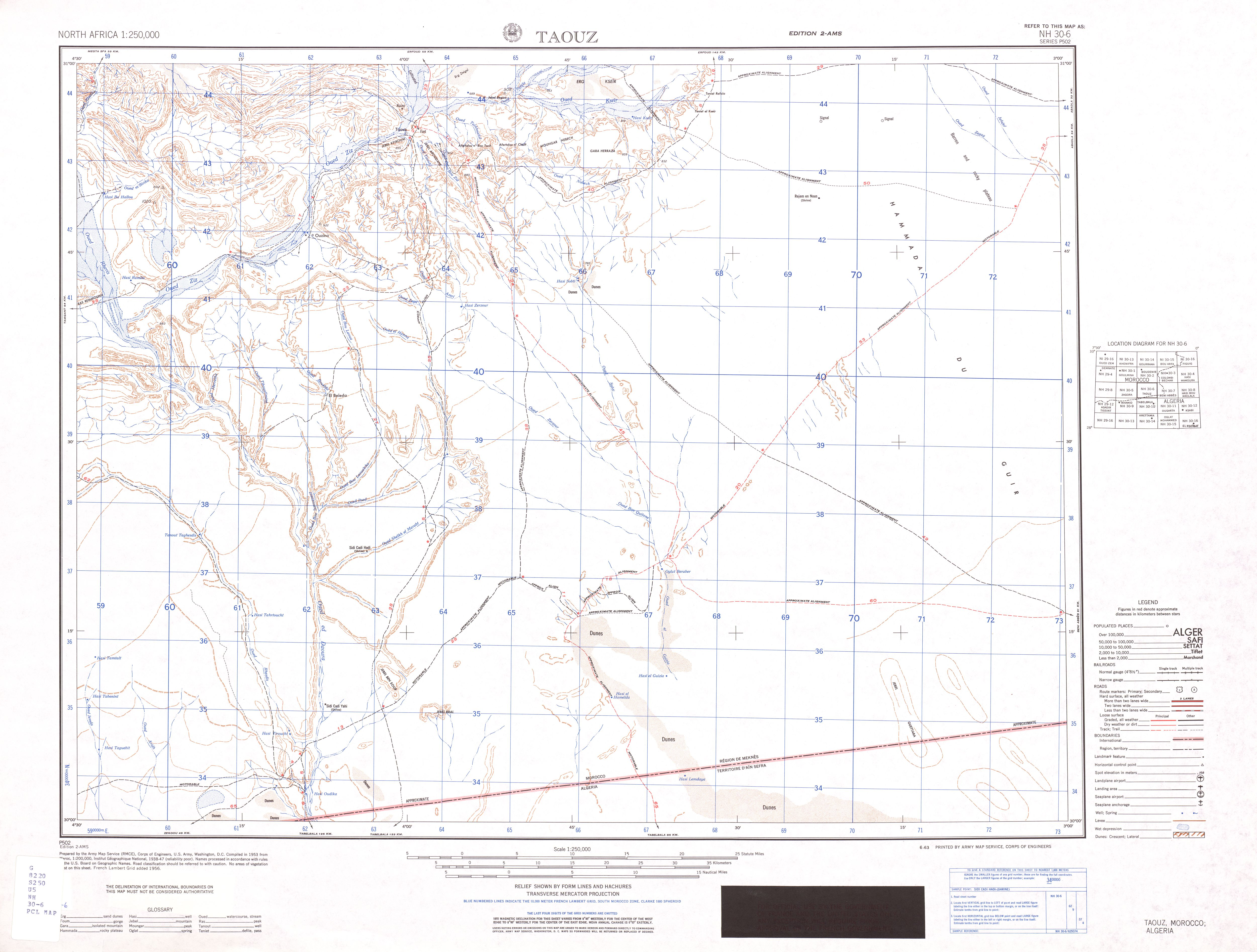
Confluence du Ziz et du Rhéris.

## Géographie
Il prend sa source dans le Haut Atlas oriental et débouche, après 282 km, dans le désert du Sahara en Algérie. Bien que le flux du Ziz soit intermittent le long de son lit, son cours d'eau a longtemps été utilisé pour faciliter le transit humain à travers cette région montagneuse.
Les villes riveraines du Ziz incluent Errachidia, Erfoud et Sijilmassa. Il y a un barrage à capacité de génération hydrostatique sur le Ziz à la face sud des montagnes du Haut Atlas.
La ville de Rissani, ancien terminus des caravanes transsahariennes, est une oasis de la vallée du Ziz.
Cette partie du Tafilalet, au sud du pays, abrite la plus grande oasis au monde : 65 000 ha couvrant les basses vallées des oueds Ziz et Rhéris,.